# Ouratea cardiosperma
Ouratea cardiosperma là một loài thực vật có hoa trong họ Ochnaceae. Loài này được (DC.) Engl. mô tả khoa học đầu tiên năm 1876.